# 대한민국 방송광고 페스티벌
대한민국 방송광고 페스티벌(Korea Advertise FEstival)은 2007년 9월 19일부터 9월 21일까지 경기도 고양에 있는 한국국제전시장에서 개최된 행사이다. 한국방송광고공사, 문화방송, 한국국제전시장, 고양시청의 주최로 개최되었고, 문화체육관광부와 방송통신위원회가 후원하였다. 이 행사는 2008년에도 개최될 예정이었으나, 국내 사정 상 개최하지 않기로 하여 결국 개최 시기를 2009년으로 연기하였다.